# Mae West
Mary Jane "Mae" West (Brooklyn, 17 d'agost de 1893-Los Angeles, 22 de novembre de 1980) va ser una actriu estatunidenca, símbol sexual des dels anys 1920 fins als anys 1940. Actuà també en revistes musicals i va contribuir a l'èxit del ball shimmy.
West va ser una de les estrelles de cinema més controvertides de la seva època; va trobar problemes especialment amb la censura. Una vegada va fer una broma: "Crec en la censura. Vaig fer una fortuna amb ella". Va contrarestar el sistema d'estudi fent comèdia a partir de creences convencionals, i el públic de l'època de la Gran Depressió la va admirar per això. Quan va acabar la seva carrera cinematogràfica, va escriure llibres i obres de teatre, va continuar actuant a Las Vegas i Londres i a la ràdio i la televisió, i va gravar àlbums de rock and roll. El 1999, l'American Film Institute la va votar pòstumament com a 15a llegenda femenina més gran de la pantalla del cinema clàssic americà.

## Orígens
Mary Jane West va néixer al barri de Greenpoint o al de Bushwick de Brooklyn el 17 d'agost de 1893, abans que Nova York es consolidés. Va ser lliurada a casa per un tia que era llevadora. Va ser la filla més gran supervivent de Mathilde Delker (originalment "Doelger" i més tard americanitzada a "Delker" o "Dilker") West, fabricant de cotilles i model, i John Patrick "Battlin' Jack" West, un lluitador que més tard va treballar com a "policia especial" i va crear la seva pròpia agència d'investigació. La seva mare d'origen alemany, que tenia els sobrenoms "Tillie" i "Matilda", havia emigrat de Baviera el 1886 amb els seus cinc germans i els seus pares, Christiana (de soltera Brüning) i Jakob Doelger. La seva àvia paterna de qui va rebre el nom, Mary Jane (de soltera Copley), era d'ascendència irlandesa. El seu avi patern, John Edwin West, era d'ascendència anglesa i escocesa.
Els pares de West es van casar a Brooklyn el 18 de gener de 1889, pel plaer dels pares del nuvi i el disgust dels de la núvia, i van criar els seus fills com a protestants. La seva germana gran, Katie, va morir en la infància. Els seus germans restants eren una germana anomenada Mildred Katherine "Beverly" West i un germà anomenat John Edwin West II (de vegades anomenat inexactement "John Edwin West, Jr."). Durant la seva infantesa, la família es va traslladar a diverses parts de Woodhaven, així com als barris de Williamsburg i Greenpoint de Brooklyn. A Neir's Social Hall de Woodhaven, West suposadament va actuar per primera vegada professionalment.

## Carrera
| «                                                                          | When I'm good I'm very good, but when I'm bad I'm better! | » |
| — "Quan faig de bona sóc molt bona, però quan faig de dolenta sóc millor!" |                                                           |   |

Mae West va començar molt aviat la carrera teatral, quan -amb només cinc anys- fa números de vodevil, per després convertir-se en una estrella del musical. En aquells anys, va inventar i va posar en marxa un ball anomenat "Shimmy" i va començar a escriure obres de teatre que va interpretar ella mateixa, incloent-hi Sex (1926), que va escriure, produir i dirigir. Tot i que els crítics conservadors van criticar l'espectacle, va tenir una bona venda d'entrades. La producció no va anar bé amb els funcionaris de la ciutat, que van rebre queixes d'alguns grups religiosos, i el teatre va ser atacat i West arrestat juntament amb el repartiment. Va ser portada al Jefferson Market Court House (ara Biblioteca Jefferson Market), on va ser processada per càrrecs morals, i el 19 d'abril de 1927, va ser condemnada a 10 dies per «corrompre la moral dels joves». Tot i que West podria haver quedat lliure pagant una multa, va triar la pena de presó per la publicitat que obtindria.
Va complir vuit dies amb dos dies de descans per "bon comportament". Després del seu alliberament, West va dir als periodistes que la seva peça era "una obra d'art". L'atenció dels mitjans de comunicació al voltant de l'incident va millorar la seva carrera, coronant-la la estimada "noia dolenta" que "havia pujat l'escala de l'èxit mal a mal".
Va debutar en el cinema relativament tard, quan el 1932 la Paramount la va contractar com a coestrella en la pel·lícula Night After Night, on li van donar l'oportunitat de tornar a escriure tots els seus guions, de manera que Mae West va ser capaç d'atraure'n tota l'atenció. Gràcies a l'èxit de la fricció en aquesta petita part, Paramount va decidir que l'estrella que es considera la millor pel·lícula de l'Oest: She Done Him Wrong, 1933), dirigida per Lowell Sherman, tractara de la comèdia Diamond Lil, que la mateixa West havia escrit i representat el 1928.
En aquesta hilarant comèdia, ambientada en el Nova York de finals del segle xix, Mae West interpreta amb irreverent desimboltura una bonica cantant de saloon que es troba involucrada en el tràfic de prostitutes, però que això no obstant serà "salvada" (o "esposada") per un atractiu oficial de policia, interpretat per un joveníssim Cary Grant. En aquest film, West va tenir oportunitat de demostrar el seu entusiasme inesgotable, afegint aquí i allà jocs de paraules i al·lusions picants, a la pregunta: «Cap home mai t'ha fet feliç?», respon: «Segur. Moltes vegades».
Més tard va interpretar algunes pel·lícules de gran èxit; d'algunes va escriure els guions com Jo no soc un àngel (1933) de Wesley Ruggles, sempre al costat de Cary Grant, Belle of the Nineties (1934) de Leo McCarey, i Klondike Annie (1936) de Raoul Walsh.

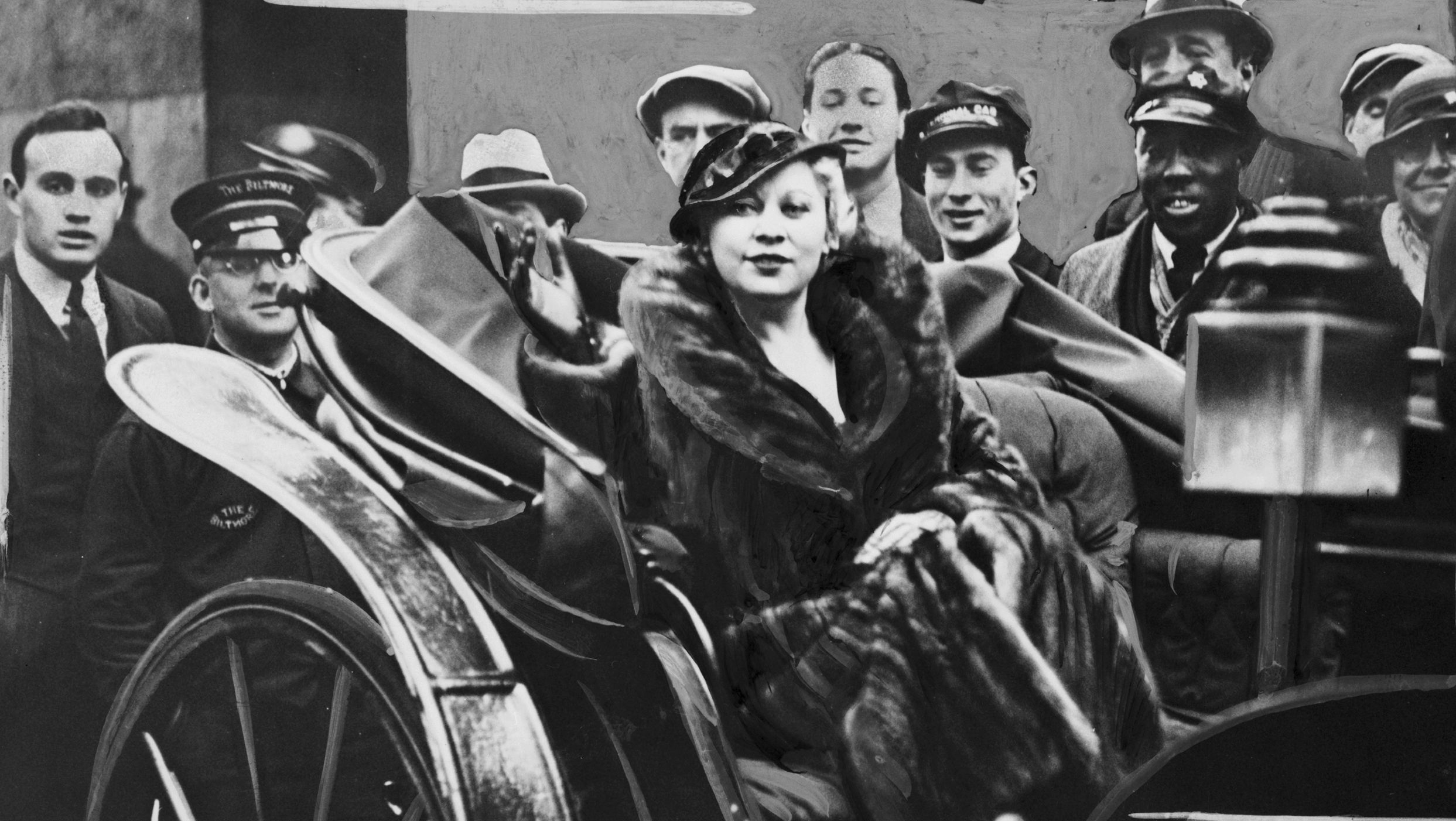
Mae West (1933)

Després de trencar el seu contracte amb el Paramount, Mae West va ser contractada per la Universal, al costat del càustic comediant W. C. Fields en la comèdia My Little Chickadee (1940) d'Edward F. Cline; la idea d'una vinculació del gènere portaria els productors a apostar per una pel·lícula que, malgrat la crítica dolenta, va ser la pel·lícula més reeixida del 1940, només superada per Allò que el vent s'endugué (1939). Les relacions entre els dos actors en el plató, no obstant això, es van ressentir.
Després de la mediocre The Heat's On, filmada el 1943 per la Columbia Pictures, l'actriu va decidir abandonar el cinema.

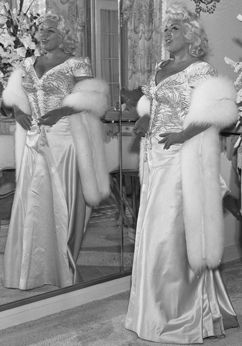
Presentada a Los Angeles Times, 1953

El 1950 se li va oferir el paper de Norma Desmond en Sunset Boulevard, però el director Billy Wilder va canviar d'opinió quan l'actriu, com era costum, va pretendre reescriure el guió. West va perdre l'oportunitat d'abordar un paper (després interpretat esplèndidament per Gloria Swanson), que encara podria donar-li una gran fama. Ella va preferir continuar amb el seu treball com a actriu, a Broadway amb la seva obra Diamond Lil en escena del 1949 al 1951. També va ser activa com a escriptora: publicà el 1959 una audaç autobiografia titulada Goodness Had Nothing to Do With It.
La semblança de Mae West es va utilitzar a la portada de l'àlbum dels the Beatles' de 1967 Sgt. Pepper's Lonely Hearts Club Band (Banda del club de cors solitaris de Sgt. Pepper). Quan se li va acostar per demanar permís, West es va negar inicialment i va preguntar: "Què hi faria jo al club de cors solitaris?" Va canviar d'opinió després que la banda li escrivia una carta personal declarant-se grans fans d'ella.
El 1970, després de gairebé trenta anys d'absència en la pantalla, va tornar al cinema de nou, en el paper d'una vampiressa en la pel·lícula Myra Breckinridge (1970) de Michael Sarne, amb Raquel Welch i John Huston: és un conte satíric de Gore Vidal, però només perquè se li havia permès tornar a escriure les línies del guió.
L'autor Vidal, molt en desacord amb l'inexpert i autodeclarat director de "pel·lícula d'art" Michael Sarne, va anomenar més tard la pel·lícula "una broma horrible". Tot i que Mae West apareixia als cartells en primera posició per atraure els compradors d'entrades, les seves escenes van ser truncades per l'editor de pel·lícules sense experiència i les seves cançons van ser filmades com si fossin només actes secundaris.
L'atractiu de la contracultura de Mae West (va ser anomenada "la reina del camp"), incloïa els joves i els malucs, i el 1971, el cos d'estudiants de la Universitat de Califòrnia a Los Angeles (UCLA) va votar Mae West "Dona del Segle" en honor a la seva rellevància com a defensora pionera de la franquesa sexual i valenta croada contra la censura.
Mae West va ser una inversora astuta, va produir els seus propis actes escènics i va invertir els seus diners en grans extensions de terra a Van Nuys, un suburbi pròsper de Los Angeles. Amb la seva considerable fortuna, es podia permetre el luxe de fer el que volgués. El 1978 va començar a treballar en la seva darrera pel·lícula, Sextette. Adaptada d'un guió de 1959 escrit per West, les revisions diàries de la pel·lícula i els desacords de producció van dificultar la producció des del principi. A causa de la Interminables canvis de guió d'última hora i un esgotador programa de producció, West va acceptar que li senyalessin les seves línies a través d'un altaveu amagat als cabells. Malgrat els problemes quotidians, West estava, segons el director de Sextette Ken Hughes, decidida a veure la pel·lícula. Als 84 anys, la seva vista, ara deficient, li dificultava moure's pel plató, però va superar el rodatge, un homenatge a la seva confiança en si mateixa, a la seva notable resistència i a la seva estatura com a estrella autocreada 67 anys després del seu debut a Broadway el 1911 als 18 anys. La revista Time va escriure un article sobre l'estrella indomable titulat "At 84, Mae West Is Still Mae West" (als 84 anys, Mae West és encara Mae West).
En el seu llançament, Sextette no va ser un èxit de crítica ni comercial. El repartiment divers incloïa algunes dels primers coprotagonistes de West, com ara George Raft (Night After Night, 1932), estrelles de gran pantalla com Tony Curtis, Timothy Dalton i Walter Pidgeon, a més d'estrelles del pop contemporània com Ringo Starr i Alice Cooper, i favorites de la televisió com Dom DeLuise i la reina de les tafaneries Rona Barrett. També incloïa cameos d'alguns dels homes musculosos del seu espectacle de Las Vegas dels anys 50, com ara el culturista encara notablement en forma Reg Lewis. Sextette també va reunir Mae West amb Edith Head, la seva dissenyadora de vestuari de 1933 a She Done Him Wrong.
Per la seva contribució a la indústria cinematogràfica, Mae West té una estrella al Passeig de la Fama de Hollywood al 1560 de Vine Street a Hollywood. Per les seves contribucions com a actriu teatral en el món del teatre, ha estat inclosa a l'American Theatre Hall of Fame.

## Mort

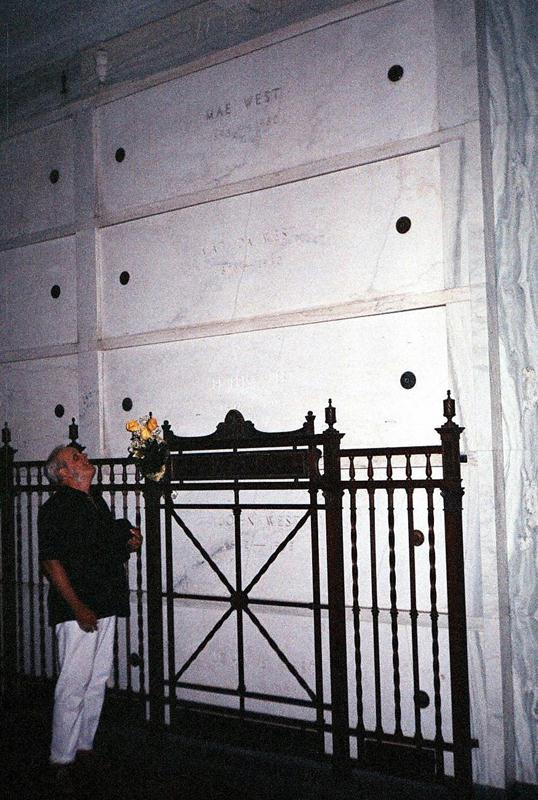
Cripta de la família West al Cementiri de Cypress Hills, amb Mae a la part superior

L'agost de 1980, West va ensopegar mentre s'aixecava del llit. Després de la caiguda, no va poder parlar i va ser traslladada al Hospital Good Samaritan de Los Angeles, on les proves van revelar que havia patit un accident vascular cerebral. Va morir tres mesos després, el 22 de novembre, a l'edat de 87 anys.
Tres dies després de la seva mort, es va celebrar un servei privat a l'església de Forest Lawn Memorial Park. El seu amic, el bisbe Andre Penachio, va oficiar la sepultura al mausoleu familiar del cementiri de Cypress Hills a Brooklyn, que havia estat comprat el 1930 quan va morir la seva mare. El seu pare i el seu germà també havien estat enterrats allà abans que ella, i la seva germana petita, Beverly, va ser sepultada a l'última de les cinc criptes menys de 18 mesos després de la mort de West.

## Homenatge
Salvador Dalí va pintar el famós Retrat de Mae West que pot utilitzar-se com un apartament, que representa una habitació amb un sofà en forma de llavis i altres elements de mobiliari que componen el rostre de Mae West. L'obra es troba instal·lada en el Museu Dalí de Figueres.

## Anècdotes
- En referència al seu generós pit, els aviadors americans de la Segona Guerra Mundial havien rebatejat Mae West les seves armilles salvavides. Aquestes funcionaven inflant-se d'aire comprimit i donant al tors un volum suplementari. Actualment les armilles salvavides inflables encara són anomenades normalment Mae West, fins i tot fora dels països anglòfons.
- Una rèplica de Mae West, que ella havia escrit, en la pel·lícula Lady Lou, ha restat cèlebre: «Is that a gun in your pocket, or are you just happy to see me?» («A la butxaca, portes el revòlver o és que estàs content de veure'm?»)
- Al Teatre-Museu Dalí de Figueres, una sala porta el seu nom. Des d'una determinada perspectiva, el mobiliari d'aquesta sala representa la seva cara. Fa, doncs, de mite del període d'entreguerres, segons Salvador Dalí.
- Mae West tenia un físic que ella posava en valor amb idees... A més a més de les cotilles estretes per tal d'afinar la seva talla, tenia també per costum utilitzar talons de 20 cm. Havia inventat fins i tot un balanceig de malucs particular per tal d'aconseguir sostenir-se en equilibri sobre aquests talons immensos.
- Una frase fetitxe de Mae West, que revela el seu caràcter, afirma: «Entre dos mals, escullo sempre aquell que no he intentat encara.»
- Escrivint sovint els guions de les seves pel·lícules, Mae tenia una tècnica maligna i eficaç per tal d'escapar a la censura: afegia diàlegs tan crus que tenia per segur que els censors els traurien i que en comparació, trobarien la resta del guió acceptable.

## Filmografia
- 1932: Night After Night d'Archie Mayo
- 1933: She Done Him Wrong de Lowell Sherman
- 1933: No sóc un àngel (I'm No Angel) de Wesley Ruggles
- 1934: Belle of the Nineties de Leo McCarey
- 1935: Goin' To Town d'Alexander Hall
- 1936: Klondike Annie de Raoul Walsh
- 1936: Go West, Young Man de Henry Hathaway
- 1938: Every Day's a Holiday d'Edward A. Sutherland
- 1940: My Little Chickadee d'Edward F. Cline
- 1943: The Heat's on de Gregory Ratoff
- 1970: Myra Breckinridge de Michael Sarne
- 1978: Sextette de Ken Hughes

## Discografia
Àlbums:
- 1956: The Fabulous Mae West; Decca D/DL-79016 (diverses reedicions fins al 2006)
- 1960: W.C. Fields His Only Recording Plus 8 Songs by Mae West; Proscenium PR 22
- 1966: Way Out West; Tower T/ST-5028
- 1966: Wild Christmas; Dragonet LPDG-48
- 1970: The Original Voice Tracks from Her Greatest Movies; Decca D/DL-791/76
- 1970: Mae West & W.C. Fields Side by Side; Harmony HS 11374/HS 11405
- 1972: Great Balls of Fire; MGM SE 4869
- 1974: Original Radio Broadcasts; Mark 56 Records 643
- 1987/1995: Sixteen Sultry Songs Sung by Mae West Queen of Sex; Rosetta RR 1315
- 1996: I'm No Angel; Jasmine CD 04980 102
- 2006: The Fabulous: Rev-Ola CR Rev 181

At menys 21 senzills (78 rpm i 45 rpm) van ser alliberats entre 1933 i 1973.

## Obres escrites
- West, Mae. Babe Gordon.  The Macaulay Company, 1930. (la novel·la en què es va basar The Constant Sinner)
- West, Mae. Diamond Lil Man.  Caxton House, 1932. (novel·lització de l'obra de teatre)
- West, Mae; Weintraub, Joseph. The Wit and Wisdom of Mae West.  G.P. Putnam, 1967. ISBN 978-0-399-50549-2.
- West, Mae. Goodness Had Nothing to Do with It.  Prentice-Hall, 1970. ISBN 978-1-86049-034-7.
- West, Mae. Mae West on Sex, Health and ESP.  W.H. Allen, 1975. ISBN 978-0-491-01613-1.
- West, Mae. Pleasure Man.  Dell Pub. Co., 1975. ISBN 978-0-440-07074-0.
- West, Mae; Schlissel, Lillian. Three Plays: Sex/The Drag/The Pleasure Man.  Routledge, 1997. ISBN 978-0-415-90933-4.
- West, Mae; Tutak, Romain (2023). Mae West – The First Plays (Ruby Ring, The Hussy, The Wicked Age, Frisco Kate. ISBN 979-8856398860